# Massala insularis
Massala insularis là một loài bướm đêm trong họ Erebidae.